# Novas Histórias
Novas Histórias é o terceiro álbum da dupla sertaneja Henrique & Juliano, lançado em 18 de março de 2016 pela Som Livre. O projeto, registrado no dia 19 de setembro de 2015, surpreendeu pela beleza e grandiosidade. O palco com projeção de LED 360º passou 20 dias para ser montado e foram utilizados mais de 300 quilos de equipamentos. O produto traz um CD com um repertório de 14 faixas e um DVD de 22 músicas. Entre elas, destacam-se "Na Hora da Raiva", com mais de 85 milhões de visualizações no YouTube, e "Flor e o Beija-Flor", com participação especial da cantora e compositora Marília Mendonça.

## Faixas
| CD  |                                                |         |  |
| N.º | Título                                         | Duração |  |
| 1.  | "Na Hora da Raiva"                             | 2:54    |  |
| 2.  | "Como é Que a Gente Fica"                      | 2:38    |  |
| 3.  | "Ele Quer Ser Eu"                              | 3:02    |  |
| 4.  | "Parece Piada"                                 | 3:01    |  |
| 5.  | "Flor e o Beija-Flor" (part. Marília Mendonça) | 3:10    |  |
| 6.  | "Deixa Ela Saber"                              | 3:27    |  |
| 7.  | "Brigas de Amor"                               | 2:33    |  |
| 8.  | "Só Eu Pra Te Amar"                            | 3:06    |  |
| 9.  | "Nada, Nada"                                   | 2:59    |  |
| 10. | "Tudo Virou Saudade"                           | 2:50    |  |
| 11. | "Colecionando Bobo"                            | 2:50    |  |
| 12. | "De Vez Outra Vez"                             | 2:47    |  |
| 13. | "Contar Pra Quê"                               | 3:14    |  |
| 14. | "Vida"                                         | 2:58    |  |

| DVD |                                                |         |  |
| N.º | Título                                         | Duração |  |
| 1.  | "Abertura / Na Hora da Raiva"                  |         |  |
| 2.  | "Como é Que a Gente Fica"                      |         |  |
| 3.  | "Parece Piada"                                 |         |  |
| 4.  | "Nada, Nada"                                   |         |  |
| 5.  | "Acredito de Mentira"                          |         |  |
| 6.  | "Dois Covardes"                                |         |  |
| 7.  | "Ele Quer Ser Seu"                             |         |  |
| 8.  | "Vida"                                         |         |  |
| 9.  | "Flor e o Beija-Flor" (part. Marília Mendonça) |         |  |
| 10. | "Contar Pra Quê"                               |         |  |
| 11. | "Brigas de Amor"                               |         |  |
| 12. | "Só Eu Pra Te Amar"                            |         |  |
| 13. | "De Vez Outra Vez"                             |         |  |
| 14. | "Deixa Ela Saber"                              |         |  |
| 15. | "Onde Tem Amor"                                |         |  |
| 16. | "Abre a Janela"                                |         |  |
| 17. | "Colecionando Bobo"                            |         |  |
| 18. | "Obrigado Deus"                                |         |  |
| 19. | "Quem Vai Lembrar"                             |         |  |
| 20. | "Compensa Me Amar"                             |         |  |
| 21. | "Tudo Virou Saudade"                           |         |  |
| 22. | "Avisa Aí"                                     |         |  |

| DVD (Extras) |                      |         |  |
| N.º          | Título               | Duração |  |
| 23.          | "Making Of" (Extras) |         |  |

## Desempenho nas paradas
| Paradas (2016)               | Melhor posição |
| ---------------------------- | -------------- |
| Brasil (TOP 20 Semanal ABPD) | 5              |